# Пашійський металургійно-цементний завод
Пашійський металургійно-цементний завод — колишнє підприємство чрної металургії і цеменної промисловості у РФ, розташоване у селищі міського типу Пашія Гірничозаводського району Пермської області. Заснований у 1785 році. Припинив роботу у 2008 році. Окрім чавуну виробляв також глиноземний цемент зі шлаків доменного виробництва. Глиноземний цемент виробництва заводу ще за часів СРСР експортувався у країни Східної Європи, на початку 2000-х років він експортувався до 13 країн.

## Історія
Завод було засновано у 1785 році Г. Голіциною під назвою Архангело-Пашийського заводу. У 1800 році на заводі працювало 2 доменних печі, 2 кричних цеха, в яких діяло 6 водяних молотів і 6 горнів, кузня і лісопильня. У 1840 році було введено пудлінгування, у 1843 році встановлено прокатний і різальний стани.
У 1860 році було виплавлено 307 тис. пудів чавуну й 73 тис. пудів заліза. У 1786 році завод припинив виробництво заліза, чавун для переробки на залізо почали відправляти на Чусовський металургійний завод, заснований французьким товаиством у 1879 році. У 1879 році завод було передано у аренду Франко-Російському Уральському товариству, у 1889 році — Камському акціонерному товариству. Виробництво чавуну на заводі в подальші роки зростало, досягнувши у 1913 році 2055 тис. пудів.
| Рік                        | 1860 | 1890 | 1913 |  |
| -------------------------- | ---- | ---- | ---- |  |
| Продуктивність, тис. пудів | 307  | 825  | 2055 |  |

Наприкінці 19 століття на заводі була проведена значна реконструкція — домни переведено на гаряче дуття, побудовано нову доменну піч, вузькоколійну залізницю, з'явилися парові машини.
У 1918 році, після Жовтневого перевороту, завод було націоналізовано, у 1924—1926 роках перебував на консервації, у 1936 році перепрофільований на металургійно-цементний. З цього часу його шлаки почали використовуватись для виробництва глиноземного цементу.
Протягом 1950-х — 1980-х років на заводі було проведено реконструкцію — побудовано нову доменну піч, ширококолійну залізницю, почалося використання природного газу, введений до ладу новий ливарний цех. Можливість використання природного газу на заводі виникла у 1967 році.
На початку 1980-х років в радянській літературі відзначалося, що потужність чинного Пашійского металургійно-цементного заводу не забезпечувала потреби всіх споживачів. Потреба в цементі його виробництва в кілька разів перевищувала можливості наявного виробництва. На заводі були всі необхідні умови для збільшення його потужності в кілька разів, що могло б дозволити значно розширити поставки глиноземистого цементу в зацікавлені країни. На встановлення потужного помольного обладнання за розрахунками потребувалося до 50 млн карбованців.
На початку 1990-х років завод перетворено на акціонерне товариство закритого типу.

## Виробництво

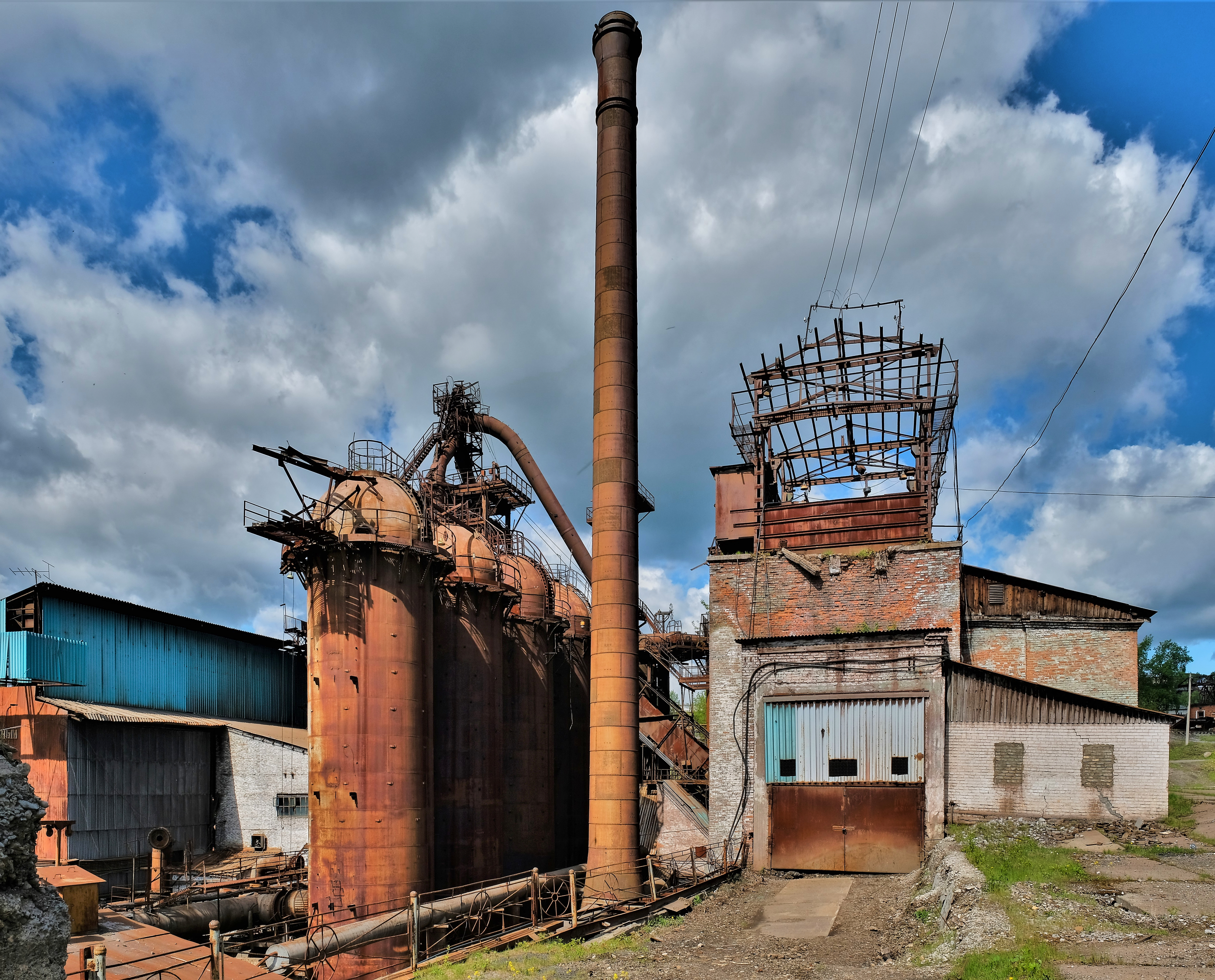
Доменний цех з єдиною доменною піччю, зупиненою у 2009 році.

Завод використовував високосортні низькокременисті залізисті боксити Північноуральського родовища, розташованого у Свердловській області. Для одержання глиноземного цементу використовувалися високоглиноземні шлаки, одержані у доменних печах при виплавці чавуну.
Багато років завод провадив складування відходів газоочистки у необладнане шламосховище — старі відпрацьовані алмазні кар'єри. Станом на 2006 рік шламосховища були майже заповнені. Техногенні відходи представлені пульпою, склад рідкої фази в якій становить не менше 90 %.

## Виноски
1. 1 2 3 4 5 6 7 8 9  Пашийский (до 1919 Архангело-Пашийский) металлургический и цементно-метллургический завод. // Уральская историческая энциклопедия / глав. ред. В. В. Алексеев. — 2-е изд., перераб. и доп. — Екатеринбург: Академкнига; УрО РАН, 2000. — С. 402. — 640 с. — 2000 экз. — ISBN 5-93472-019-8. — С. 402. (англ.)
2. ↑  В. Тиунов. Энергетика Западного Урала: историко-экономический очерк. — Первое книжное издательство. — 1968. — 217 с. — С. 216. (рос.)
3. 1 2 3  Л. Авдоева. Снижение материалоёмкости и повышение эффективности производства строительных материалов. — 1982. — С. 73. (рос.)
4. ↑  И. В. Комар. География хозяйства Урала: порайонная экономико-географическая характеристика. — М.: Наука. — 1964. — 393 с. — С. 176. (рос.)
5. ↑  Инновационный потенциал естественных наук. Труды международной научной конференции. — Пермь, 2006. — С. 76. (рос.)